# Os Coutos
Os Coutos es una parroquia del concejo asturiano de Ibias, en España.

## Geografía
Es la parroquia más occidental del concejo y limita al oeste con Galicia (Navia de Suarna), y se une al resto del concejo mediante la parroquia de Sena.

### Demografía
Según el padrón municipal de habitantes de 2016, la parroquia tenía una población de 53 habitantes. Según el censo de 2001, el número de viviendas familiares era de 65, de las que 39 eran consideradas como principales.

#### Evolución
La evolución demográfica de la parroquia desde el año 2000 es la siguiente:
| 121                                                      | 119 | 115 | 110 | 103 | 96 | 92 | 87 | 86 | 85 | 81 | 74 | 74 | 70 | 64 | 61 | 53 |
| (Fuente: Padrón municipal de habitantes, INE, 2000-2016) |     |     |     |     |    |    |    |    |    |    |    |    |    |    |    |    |

| Gráfica de evolución demográfica de Os Coutos entre 2000 y 2016         |
|                                                                         |
| Población según padrón municipal de habitantes. Fuente INE (2000-2016). |

Según el nomenclátor de 2016, la parroquia comprende las localidades de: 
| Topónimo (id. tradicional)                     | Categoría histórica | Población empadronada (2016) | Viviendas (2001) | Altitud | Distancia a la capital |
| ---------------------------------------------- | ------------------- | ---------------------------- | ---------------- | ------- | ---------------------- |
| Folgueiras os Coutos (Folgueiras dos Coutos)   | aldea               | 7 hab.                       | 7                | 680 m   | 24 km                  |
| Lagúa (A Lagúa)                                | aldea               | 6 hab.                       | 6                | 760 m   | 24 km                  |
| La Muria (A Muria)                             | aldea               | 2 hab.                       | 8                | 500 m   | 23 km                  |
| Parada                                         | aldea               | 4 hab.                       | 5                | 460 m   | 24 km                  |
| Santa Comba os Coutos (Santa Comba dos Coutos) | aldea               | 4 hab.                       | 5                | 615 m   | 23 km                  |
| Valdeferreiros                                 | aldea               | 21 hab.                      | 20               | 800 m   | 24 km                  |
| Vilarello                                      | aldea               | 4 hab.                       | 6                | 500 m   | 25 km                  |
| Villaselande (Vilaselande)                     | casería             | 5 hab.                       | 3                | 850 m   | 26 km                  |
| Viñal (O Viñal)                                | aldea               | 0 hab.                       | 5                | 400 m   | 23 km                  |

## Idioma
El habla gallega de esta parroquia tiene más que ver con el gallego del concello de Navia de Suarna que con el del resto de Ibias, el concejo al que pertenece; mientras en Os Coutos dicen o, estes, aqueles, teu, seu, miña, centeo, animáis... en el resto de Ibias dicen el, estos, aquelos, tou, sou, mía, centén, animales...

## Clima
Tiene un clima oceánico con inviernos fríos y veranos calurosos y secos.

## Flora y fauna
Predominan los castaños y los pinos. Hay mucha caza mayor, ya que en el monte hay muchos jabalíes y corzos. Aunque también hay abundancia de zorros y tejos, y se cree que existan lobos por las huellas encontradas.
También existe la pesca de trucha en el Río Navia, que hace frontera con la comunidad vecina de Galicia.

## Fiestas y ferias
- Fiesta de San Antonio en Santa Comba, pueblo que acoge la iglesia parroquial en honor a San Antonio, el sábado anterior más próximo al 13 de junio.